# Leanne Moore
Pour les articles homonymes, voir Moore.
Leanne Moore (née le 24 juillet 1984 à Limerick) est une chanteuse irlandaise.

## Biographie
Leanne Moore grandit à Limerick. Sa mère, chanteuse de bal, meurt d'un cancer en 2003. Elle fait des études de journalisme et de communications.
En 2008, elle s'inscrit au télé-crochet You're a Star de la Raidió Teilifís Éireann. Elle se qualifie pour la finale en compagnie de Robyn Kavanagh et Deirdre Archibald. Moore n'est pas la favorite pour remporter la compétition, bien que Louis Walsh déclare qu'elle a le plus de potentiel de star lors de son apparition en tant que juge invité. Elle remporte l'émission.
Son premier single On Wings est numéro un du Irish Singles Chart le 27 juin 2008. Elle fait un voyage à New York pour enregistrer des chansons pour son premier album. Elle est la tête d'affiche du Limerick Pride Festival 2008 où elle présente ses nouvelles chansons pour la première fois.
Elle participe à la sélection pour représenter l'Irlande au Concours Eurovision de la chanson 2010 avec la chanson Does Heaven Need Much More?, elle finit quatrième des cinq participants. Elle est l'une des choristes des Jedward, les représentants de l'Irlande au Concours Eurovision de la chanson en 2011 et 2012 et de Ryan Dolan en 2013. En 2014, elle devient membre du girl band irlandais, Liir.
Leanne apparaît régulièrement dans l'émission de TV3 Xposé dans un tour d'horizon des nouvelles et des potins.
Elle se consacre au fitness après sa rencontre avec David Behan, un ancien participant à des émissions de télé-réalité, qui deviendra son mari. En juin 2021, elle annonce être enceinte de son deuxième enfant.